# Europsko prvenstvo u vaterpolu – C skupina
Europsko prvenstvo u vaterpolu – C skupina (engleski: LEN Water Polo European "C" Championship) je predstavljalo treći stupanj vaterpolskog Europskog prvenstva. 
 Igrano je samo jedno izdanje prvenstva, u sklupu Europskog prvenstva 1987., održanog u Strasbourgu u Francuskoj. Sudjelovalo je 6 reprezentacija koje su razigravale za ukupno 16. – 21. mjesto na Europskom prvenstvu 

## Poredak 1987.
| poz. (uk.) | reprezentacija |
| ---------- | -------------- |
| 1. (16.)   | Čehoslovačka   |
| 2. (17.)   | Turska         |
| 3. (18.)   | Austrija       |
| 4. (19.)   | Malta          |
| 5. (20.)   | Švicarska      |
| od. (21.)  | Danska         |

## Unutrašnje poveznice
- Europska vaterpolska prvenstva
- Europsko prvenstvo u vaterpolu – B skupina
- Kup EU nacija u vaterpolu